# 湖南女子学院
28°06′59″N 113°00′32″E / 28.116256°N 113.008758°E
湖南女子学院，是一座位于中华人民共和国湖南省长沙市的全日制公办本科大学。始建于1985年的湖南女子职业大学，2010年升格为本科院校，由中华全国妇女联合会与湖南省人民政府共建。现有6个系，3个教学部，30多个专业。

## 沿革

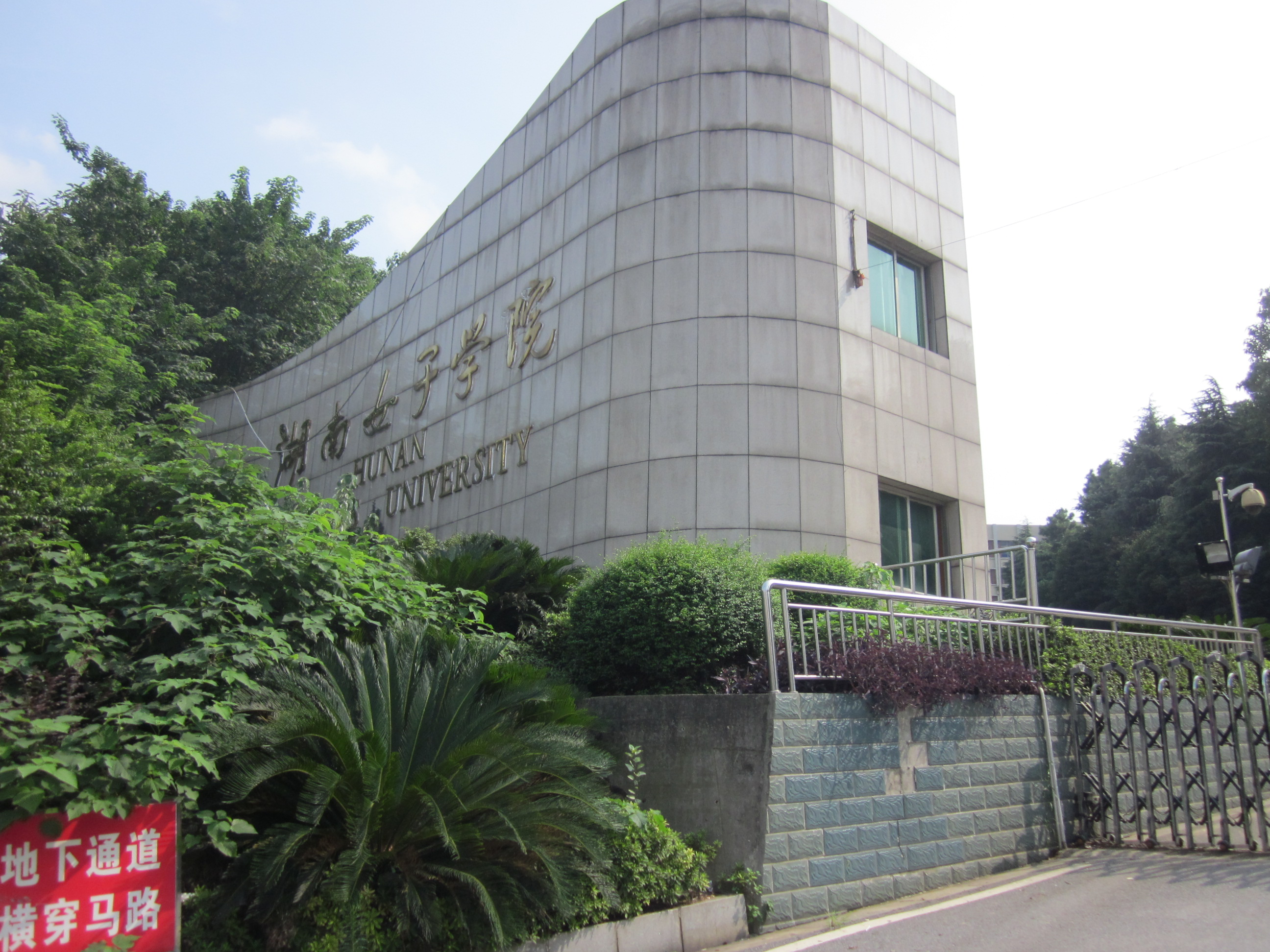
校名

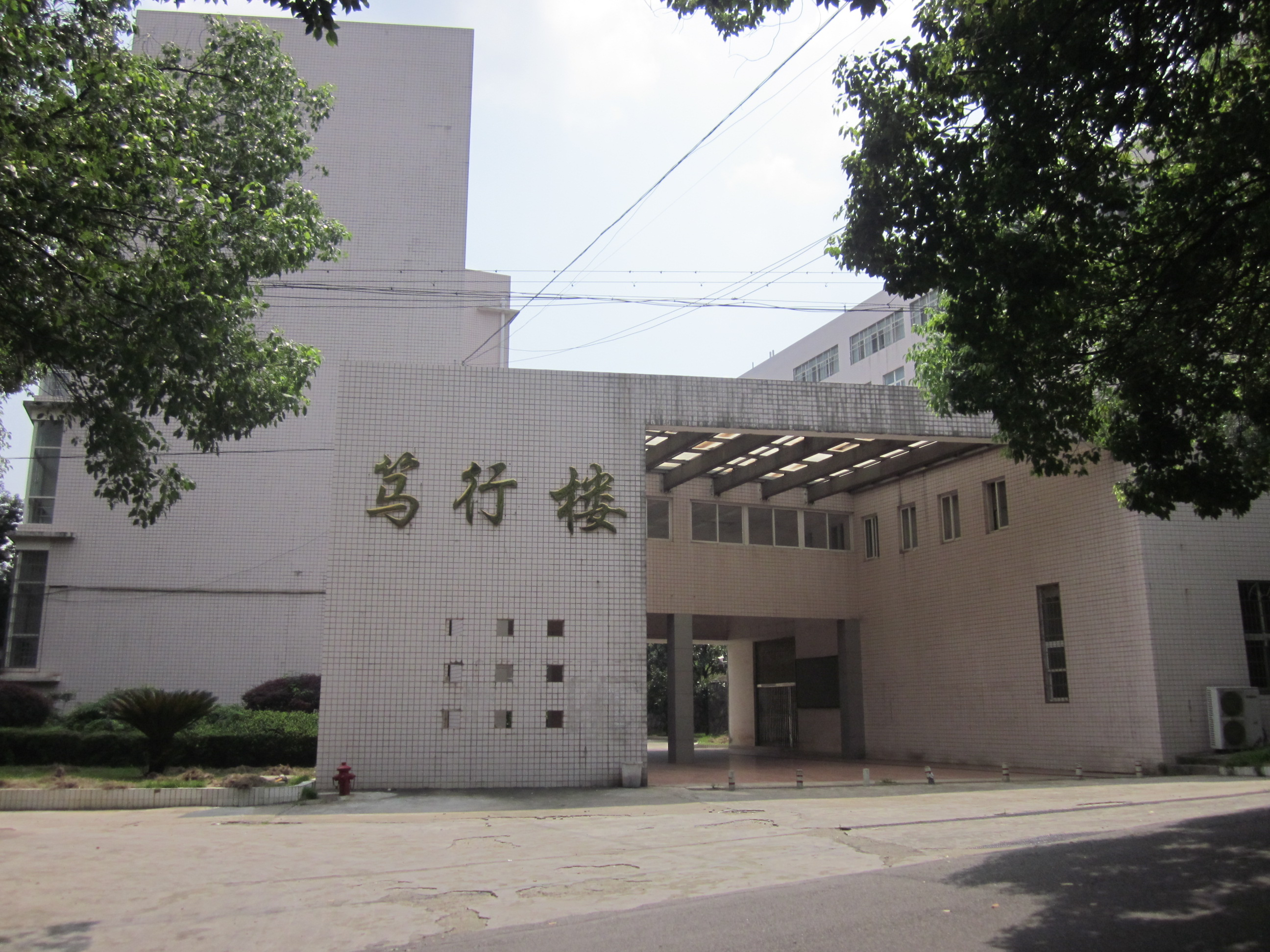
笃行楼。

1985年，“湖南女子职业大学”建立，中共中央总书记胡耀邦亲自题写校名。
2010年3月18日，中华人民共和国教育部批准它升格为全日制普通本科院校，并且加入了“世界女子教育联盟”。

## 院系设置

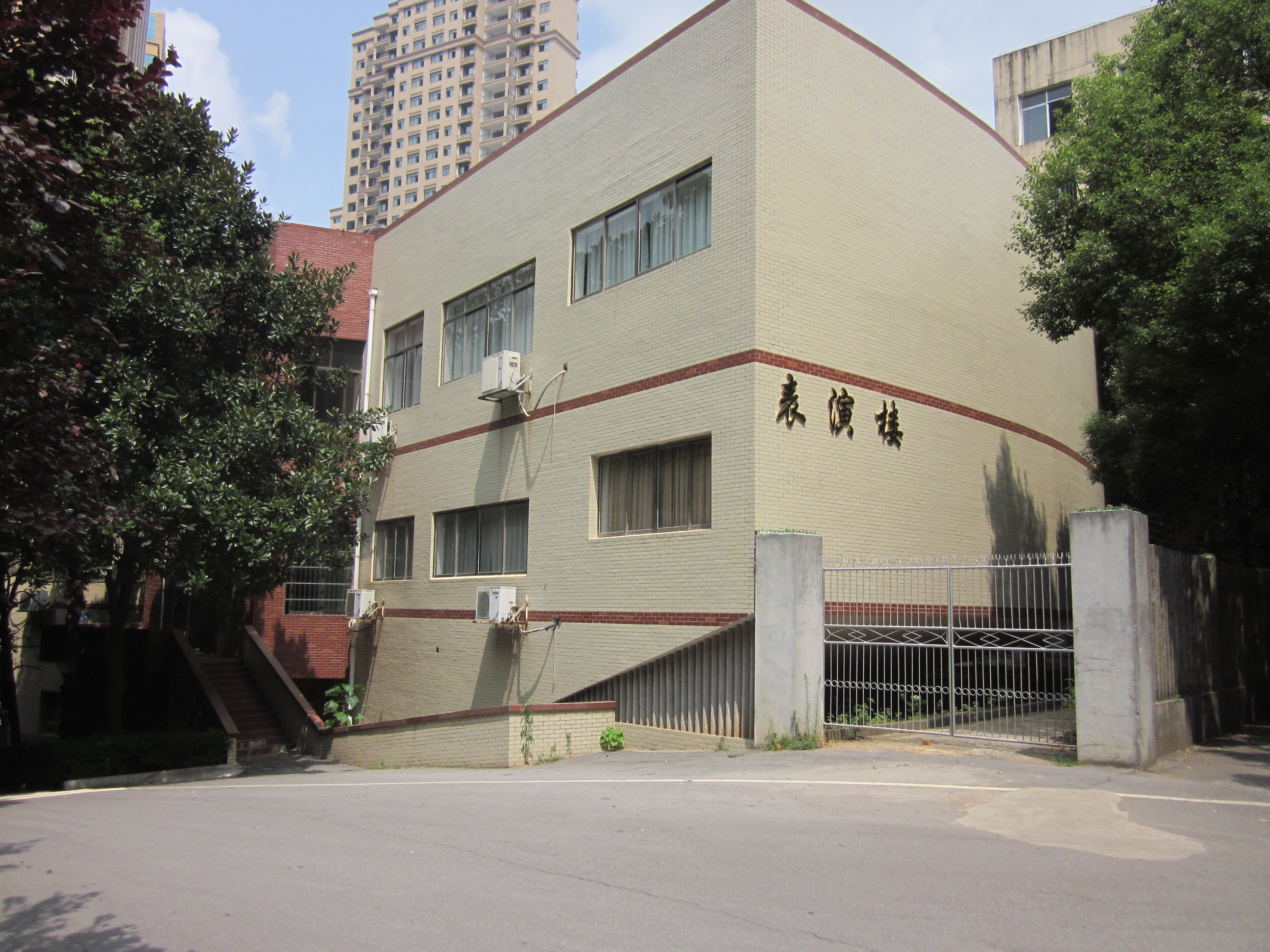
表演楼。

- 经济管理系
- 旅游管理系
- 艺术表演系
- 艺术设计系
- 外语系
- 信息技术系
- 公共管理系
- 思政课教学部
- 体育教学部
- 成人教育部

## 文化

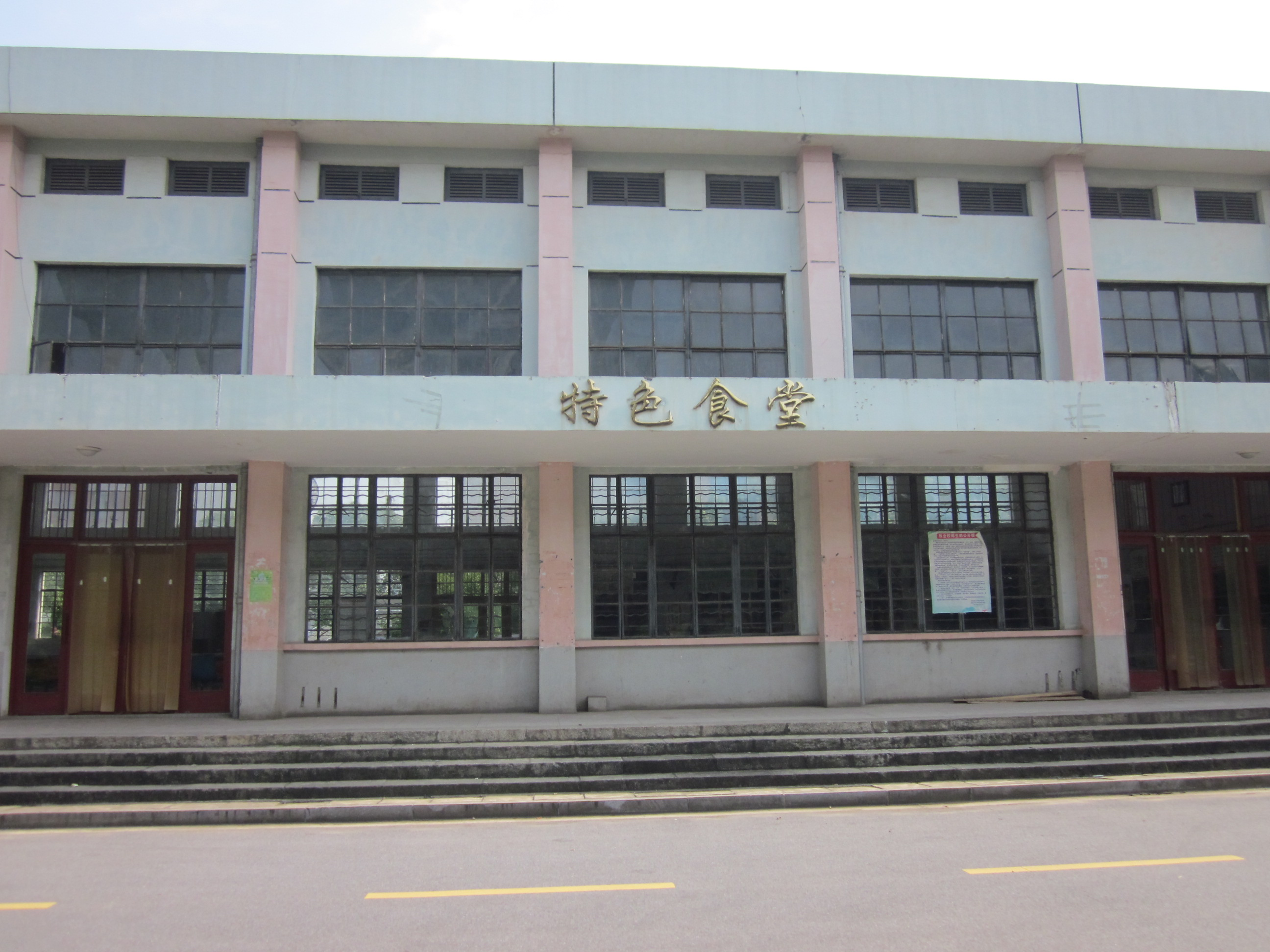
食堂。

### 校训
- 懿德睿智，笃行臻美

### 图书馆
逸夫图书馆大楼1.5万平方米，图书收藏100万册。